# Lacs Chilnualna
Pour les articles homonymes, voir Chilnualna.
Les lacs Chilnualna (en anglais : Chilnualna Lakes) sont des lacs américains à la frontière du comté de Madera et du comté de Mariposa, en Californie. Ils sont situés à 2 594 mètres d'altitude au sein de la Yosemite Wilderness, dans le parc national de Yosemite.